# 俞希旦
俞希旦（?—?），字昌言，歙县人。 
祖籍歙县，後徙居丹徒。嘉祐六年王俊民榜進士，授官朝议大夫、上柱国，赠金紫光禄大夫。晚年知澶州，卒于官。葬丹徒崇德乡釜鼎山。